# HD 19926
HD 19926 (g Ceti) é uma estrela múltipla na direção da Cetus. Possui uma ascensão reta de 03h 12m 26.37s e uma declinação de +06° 39′ 39.2″. Sua magnitude aparente é igual a 5.55. Considerando sua distância de 780 anos-luz em relação à Terra, sua magnitude absoluta é igual a −1.34. Pertence à classe espectral K1IIIpe+.... É uma estrela variável irregular.